# Mariposa traicionera
«Mariposa traicionera» es el título del tercer sencillo y la séptima canción del sexto álbum de estudio de la banda de rock en español mexicana Maná tituladoRevolución de amor (2002). El 5 de abril de 2003 la canción debutó en el número 39 en los Estados Unidos. Billboard Hot Latin Tracks, y se mantuvo por 13 semanas después se convirtió en el primer hit de Maná el 5 de julio de 2003. El vídeo musical cuenta con la participación de la actriz argentina Julieta Díaz.

## Posiciones en las listas
| Listas (2003)                               | Maxima posición |
| ------------------------------------------- | --------------- |
| U.S. Billboard Hot Latin Tracks             | 1               |
| U.S. Billboard Latin Pop Airplay            | 1               |
| U.S. Billboard Latin Tropical/Salsa Airplay | 21              |

### Sucesión en las listas
| Predecesor: Tal vez de Ricky Martin | U.S. Billboard Hot Latin Tracks — Sencillo N°. 1 5 de julio de 2003 - 11 de julio de 2003 | Sucesor: Tú amor o tu desprecio de Marco Antonio Solís |

| Predecesor: Tal vez de Ricky Martin | U.S. Billboard Latin Pop Airplay — Sencillo N°. 1 5 de julio de 2003 - 11 de julio de 2003 | Sucesor: Tal vez de Ricky Martin |

## Premios
- 2004: Premios Grammy Latinos - Ganadores